# Харківський дельфінарій
Ха́рківський міськи́й дельфіна́рій «Немо» — розташований у саду ім. Т. Г. Шевченка в Харкові. Є найбільшим дельфінарієм серед пострадянських країн, складається з: двох басейнів, які вміщують по три мільйони літрів води кожний, основного залу, розраховано на тисячу місць та океанаріуму. Відкритий 28 травня 2009 року. Входить до складу національної мережі культурно-оздоровчих комплексів «Немо».